# يوجين آدم
يوجين آدم (بالألمانية: Eugen Adam)‏ هو رسام ألماني، ولد في 22 يناير 1817 في ميونخ في ألمانيا، وتوفي بنفس المكان في 4 يونيو 1880.